# Claude Sautet
Claude Sautet (Montrouge, 23 febbraio 1924 – Parigi, 22 luglio 2000) è stato un regista e sceneggiatore francese.
Sautet fu un regista capace di raccontare i francesi con una scrittura cinematografica al tempo stesso leggera e profonda che con il tempo, fatta propria e superata la lezione hollywoodiana, ha assunto un carattere intimista e raffinato che ha lasciato un segno nella storia del cinema.

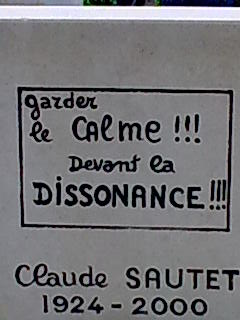
La lapide di Claude Sautet

## Biografia
Nato nel 1924 nella periferia parigina, Sautet crebbe nella capitale francese dove nel 1948 frequentò la scuola di cinematografia IDHEC (Institut d'Hautes Etudes Cinematographiques). Nel 1950 scrisse critiche musicali sulla rivista Combat e intanto fece esperienza come assistente alla regia di grandi nomi quali Jacques Becker e Georges Franju.
Il suo primo cortometraggio lo diresse nel 1951 e il suo primo film, Bonjour sourire! nel 1956, ma lui stesso non lo ritenne mai significativo, per cui è con i film Asfalto che scotta (1960) e Corpo a corpo (1965) che Sautet, ormai sceneggiatore di professione, si mise davvero alla prova come regista. Entrambi interpretati da Lino Ventura, i film lasciano trasparire l'amore per un cinema hollywoodiano classico che in fondo lo accomuna ai suoi coetanei che però poi seguirono quella Nouvelle Vague dalla quale Sautet rimase sempre molto distante.
Gli anni sessanta proseguirono senza altre direzioni mentre negli anni settanta Sautet raggiunse subito un successo internazionale con L'amante (1970), cui fecero seguito altre buone affermazioni come Il commissario Pelissier (1971), con gli stessi protagonisti, Michel Piccoli e Romy Schneider, e È simpatico, ma gli romperei il muso (1972) di nuovo con la Schneider, affiancata stavolta da Yves Montand.
Al successo di pubblico non corrispose il favore della critica francese, a quei tempi schiacciata su posizioni cui Sautet non si piegò mai, sicuro che il suo cinema "tradizionale", sempre ben sceneggiato e incentrato sui caratteri e sulla psicologia degli individui appartenenti alla media borghesia fosse il solco più adatto da percorrere, piuttosto che servirsi del mezzo cinematografico per appoggiare o condurre battaglie più o meno sentite come proprie.
Nei primi anni ottanta Sautet conobbe forse il momento più buio della sua carriera ma poi ritrovò smalto dal felice incontro con lo sceneggiatore Jacques Fieschi col quale scrisse i suoi ultimi tre film. Un cuore in inverno (1992) e Nelly e Mr. Arnaud (1995) sono le opere della maturità di un regista raffinato che conclude il suo campionario di storie e di personaggi con la descrizione di uomini gelidi e meschini cui fa da contraltare in entrambi i casi l'attrice Emmanuelle Béart, sua ultima icona femminile. Sono anche i film che lo riconciliarono definitivamente con i critici del suo Paese (premio César per la miglior regia in entrambi i casi) e che ebbero maggior successo in Italia.
Morì a Parigi nel 2000, a causa di un cancro al fegato.

## Filmografia

### Regista
- Nous n'irons plus au bois  - cortometraggio (1951)
- Bonjour sourire! (1956)
- Asfalto che scotta (Classe tous risques) (1960)
- Corpo a corpo (L'Arme à gauche) (1964)
- L'amante (Les Choses de la vie) (1970)
- Il commissario Pelissier (Max et les ferrailleurs) (1971)
- È simpatico, ma gli romperei il muso (César et Rosalie) (1972)
- Tre amici, le mogli e (affettuosamente) le altre (Vincent, François, Paul... et les autres) (1974)
- Mado (1976)
- Una donna semplice (Une histoire simple) (1978)
- Una brutta storia (Un mauvais fils) (1980)
- Garçon! (1983)
- Qualche giorno con me (Quelques jours avec moi) (1988)
- Un cuore in inverno (Un cœur en hiver) (1992)
- Nelly e Mr. Arnaud (Nelly et Monsieur Arnaud) (1995)

### Sceneggiatore
- La belva scatenata (Le fauve est lâché), regia di Maurice Labro (1959)
- Asfalto che scotta (Classe tous risques), regia di Claude Sautet (1960)
- Sinfonia per un massacro (Symphonie pour un massacre), regia di Jacques Deray (1963)
- Corpo a corpo (L'Arme à gauche), regia di Claude Sautet  (1964)
- Buccia di banana (Peau de banane), regia di Marcel Ophüls (1963)
- Scappamento aperto (Échappement libre), regia di Jean Becker (1964) - non accreditato
- Colpo segreto (L'âge ingrat), regia di Gilles Grangier (1964)
- L'armata sul sofà (La vie de château), regia di Jean-Paul Rappeneau (1966)
- OSS 117 a Tokyo si muore (Atout coeur à Tokyo pour O.S.S. 117), regia di Michel Boisrond (1966)
- Una notte per 5 rapine (Mise à sac), regia di Alain Cavalier (1967)
- Il caldo amore di Evelyn (La petite vertu), regia di Serge Korber (1968)
- L'amante (Les Choses de la vie), regia di Claude Sautet  (1970)
- Borsalino, regia di Jacques Deray (1970)
- Gli sposi dell'anno secondo (Les Mariés de l'an II), regia di Jean-Paul Rappeneau (1971)
- Il commissario Pelissier (Max et les ferrailleurs), regia di Claude Sautet  (1971)
- È simpatico, ma gli romperei il muso (César et Rosalie), regia di Claude Sautet  (1972)
- Tre amici, le mogli e (affettuosamente) le altre (Vincent, François, Paul... et les autres), regia di Claude Sautet  (1974)
- Mado, regia di Claude Sautet  (1976)
- Una donna semplice (Une histoire simple), regia di Claude Sautet  (1978)
- Una brutta storia (Un mauvais fils), regia di Claude Sautet  (1980)
- Garçon!, regia di Claude Sautet  (1983)
- Qualche giorno con me (Quelques jours avec moi), regia di Claude Sautet  (1988)
- L'amico traditore (Mon ami le traître), regia di José Giovanni (1988)
- Un cuore in inverno (Un cœur en hiver), regia di Claude Sautet  (1992)
- Nelly e Mr. Arnaud (Nelly et Monsieur Arnaud), regia di Claude Sautet  (1995)

### Aiuto regista
- Occhi senza volto (Les Yeux sans visage), regia di Georges Franju (1960)